# Norvège aux Jeux olympiques d'hiver de 2022
La Norvège participe aux Jeux olympiques d'hiver de 2022 à Pékin en Chine du 4 au 20 février 2022. Il s'agit de sa vingt-quatrième participation à des Jeux d'hiver. Elle termine à nouveau en tête du tableau des médailles et bat même son record de médailles d'or (16), mais pas de podiums (37), celui-ci ayant été établi quatre ans plus tôt à PyeongChang (39). 

## Participation
Aux Jeux olympiques d'hiver de 2022, les athlètes de l'équipe de Norvège participent aux épreuves suivantes : 
| Sport               | Hommes | Femmes | Total |
| ------------------- | ------ | ------ | ----- |
| Biathlon            | 6      | 6      | 12    |
| Combiné nordique    | 5      | 0      | 5     |
| Curling             | 6      | 1      | 7     |
| Saut à ski          | 5      | 3      | 8     |
| Snowboard           | 3      | 1      | 4     |
| Ski acrobatique     | 4      | 2      | 6     |
| Ski alpin           | 10     | 4      | 14    |
| Ski de fond         | 8      | 8      | 16    |
| Patinage de vitesse | 7      | 5      | 12    |
| Total               | 54     | 30     | 84    |

## Médaillés
| Sport               | Discipline                   | Athlète(s)                                                                    | Performance       | Date       |
| ------------------- | ---------------------------- | ----------------------------------------------------------------------------- | ----------------- | ---------- |
| Biathlon            | Relais mixte                 | Marte Olsbu Røiseland Tiril Eckhoff Johannes Thingnes Bø Tarjei Bø            | 1 h 6 min 45 s 6  | 5 février  |
| Biathlon            | Sprint femmes                | Marte Olsbu Røiseland                                                         | 20 min 44 s 3     | 11 février |
| Biathlon            | Sprint hommes                | Johannes Thingnes Bø                                                          | 24 min 0 s 4      | 12 février |
| Biathlon            | Poursuite femmes             | Marte Olsbu Røiseland                                                         | 34 min 46 s 9     | 13 février |
| Biathlon            | Relais hommes                | Sturla Holm Lægreid Tarjei Bø Johannes Thingnes Bø Vetle Sjåstad Christiansen | 1 h 19 min 50 s 2 | 15 février |
| Biathlon            | Départ groupé hommes         | Johannes Thingnes Bø                                                          | 38 min 14 s 4     | 18 février |
| Combiné nordique    | Grand tremplin hommes        | Jørgen Graabak                                                                | 27 min 13 s 3     | 15 février |
| Combiné nordique    | Épreuve par équipes          | Jørgen Graabak Jens Lurås Oftebro Espen Bjørnstad Espen Andersen              | 50 min 45 s 1     | 17 février |
| Patinage de vitesse | Poursuite par équipes hommes | Hallgeir Engebråten Peder Kongshaug Sverre Lunde Pedersen                     | 3 min 38 s 08     | 15 février |
| Saut à ski          | Grand tremplin hommes        | Marius Lindvik                                                                | 296,1 points      | 12 février |
| Ski acrobatique     | Big air hommes               | Birk Ruud                                                                     | 187,75 points     | 9 février  |
| Ski de fond         | Skiathlon femmes             | Therese Johaug                                                                | 44 min 13 s 7     | 5 février  |
| Ski de fond         | Sprint hommes                | Johannes Høsflot Klæbo                                                        | 2 min 58 s 08     | 8 février  |
| Ski de fond         | 10 km femmes                 | Therese Johaug                                                                | 19 min 22 s 99    | 16 février |
| Ski de fond         | Sprint par équipes hommes    | Erik Valnes Johannes Høsflot Klæbo                                            | 28 min 6 s 3      | 10 février |
| Ski de fond         | 30 km femmes                 | Therese Johaug                                                                | 1 h 24 min 54 s 0 | 20 février |

| Sport            | Discipline            | Athlète(s)                                                           | Performance        | Date       |
| ---------------- | --------------------- | -------------------------------------------------------------------- | ------------------ | ---------- |
| Biathlon         | Poursuite hommes      | Tarjei Bø                                                            | 39 min 36 s 1      | 13 février |
| Biathlon         | Départ groupé femmes  | Tiril Eckhoff                                                        | 40 min 33 s 3      | 18 février |
| Combiné nordique | Tremplin normal       | Jørgen Graabak                                                       | 25 min 8 s 5       | 9 février  |
| Combiné nordique | Grand tremplin hommes | Jens Lurås Oftebro                                                   | 27 min 13 s 7      | 15 février |
| Curling          | Double mixte          | Kristin Skaslien Magnus Nedregotten                                  | Italie Défaite 5-8 | 8 février  |
| Ski alpin        | Combiné hommes        | Aleksander Aamodt Kilde                                              | 2 min 32 s 03      | 10 février |
| Ski de fond      | Relais hommes         | Emil Iversen Pål Golberg Hans Christer Holund Johannes Høsflot Klæbo | 1 h 55 min 57 s 9  | 13 février |
| Snowboard        | Big air hommes        | Mons Røisland                                                        | 171,75 points      | 15 février |

| Sport               | Discipline              | Athlète(s) | Performance                  | Date       |            |
| ------------------- | ----------------------- | --- | ---------------------------- | ---------- | ---------- |
| Biathlon            | Individuel femmes       | Marte Olsbu Røiseland | 44 min 28 s 0                | 7 février  |            |
| Biathlon            | Individuel hommes       | Johannes Thingnes Bø | 49 min 18 s 5                | 8 février  |            |
| Biathlon            | Sprint hommes           | Tarjei Bø | 24 min 25 s 9                | 12 février |            |
| Biathlon            | Poursuite femmes        | Tiril Eckhoff | 36 min 35 s 6                | 13 février |            |
| Biathlon            | Départ groupé hommes    | Vetle Sjåstad Christiansen                                                                                               | 39 min 26 s 9                | 18 février | 18 février |
| Biathlon            | Départ groupé femmes    | Marte Olsbu Røiseland | 40 min 52 s 9                |            |            |
| Patinage de vitesse | 5 000 m hommes          | Hallgeir Engebråten | 6 min 9 s 88                 | 6 février  |            |
| Patinage de vitesse | 1 000 m hommes          | Håvard Holmefjord Lorentzen                                                                                              | 1 min 8 s 48                 | 18 février |            |
| Ski alpin           | Super G hommes          | Aleksander Aamodt Kilde                                                                                                  | 1 min 20 s 36                | 8 février  |            |
| Ski alpin           | Slalom hommes           | Sebastian Foss Solevåg                                                                                                   | 1 min 44 s 09                | 16 février |            |
| Ski alpin           | Compétition par équipes | Mina Fürst Holtmann Thea Louise Stjernesund Maria Therese Tviberg Timon Haugan Fabian Wilkens Solheim Rasmus Windingstad | États-Unis Victoire 2-2 (MT) | 20 février |            |
| Ski de fond         | 15 km hommes            | Johannes Høsflot Klæbo                                                                                                   | 38 min 32 s 3                | 11 février |            |
| Ski de fond         | 50 km hommes            | Simen Hegstad Krüger | 1 h 11 min 19 s 37           | 19 février |            |

| Sport               |    |   |    | Total |
| ------------------- | -- | - | -- | ----- |
| Biathlon            | 6  | 2 | 6  | 14    |
| Ski de fond         | 5  | 1 | 2  | 8     |
| Combiné nordique    | 2  | 2 | 0  | 4     |
| Patinage de vitesse | 1  | 0 | 2  | 3     |
| Ski acrobatique     | 1  | 0 | 0  | 1     |
| Saut à ski          | 1  | 0 | 0  | 1     |
| Ski alpin           | 0  | 1 | 3  | 4     |
| Curling             | 0  | 1 | 0  | 1     |
| Snowboard           | 0  | 1 | 0  | 1     |
| Total               | 16 | 8 | 13 | 27    |

| Jour       |    |   |    | Total |
| ---------- | -- | - | -- | ----- |
| 5 février  | 2  | 0 | 0  | 2     |
| 6 février  | 0  | 0 | 1  | 1     |
| 7 février  | 0  | 0 | 1  | 1     |
| 8 février  | 1  | 1 | 2  | 4     |
| 9 février  | 1  | 1 | 0  | 2     |
| 10 février | 1  | 1 | 0  | 2     |
| 11 février | 1  | 0 | 1  | 2     |
| 12 février | 2  | 0 | 1  | 3     |
| 13 février | 1  | 2 | 1  | 4     |
| 15 février | 3  | 2 | 0  | 5     |
| 16 février | 1  | 0 | 1  | 2     |
| 17 février | 1  | 0 | 0  | 1     |
| 18 février | 1  | 1 | 3  | 5     |
| 19 février | 0  | 0 | 1  | 1     |
| 20 février | 1  | 0 | 1  | 2     |
| Total      | 16 | 8 | 13 | 27    |

| Sexe   |    |   |    | Total |
| ------ | -- | - | -- | ----- |
| Femmes | 5  | 1 | 3  | 9     |
| Hommes | 10 | 6 | 9  | 25    |
| Mixte  | 1  | 1 | 1  | 3     |
| Total  | 16 | 8 | 13 | 27    |

| Athlète                    | Sport               |   |   |   | Total |
| -------------------------- | ------------------- | - | - | - | ----- |
| Johannes Thingnes Bø       | Biathlon            | 4 | 0 | 1 | 5     |
| Marte Olsbu Røiseland      | Biathlon            | 3 | 0 | 2 | 5     |
| Therese Johaug             | Ski de fond         | 3 | 0 | 0 | 3     |
| Tarjei Bø                  | Biathlon            | 2 | 1 | 1 | 4     |
| Johannes Høsflot Klæbo     | Ski de fond         | 2 | 1 | 1 | 4     |
| Jørgen Graabak             | Combiné nordique    | 2 | 1 | 0 | 3     |
| Tiril Eckhoff              | Biathlon            | 1 | 1 | 1 | 3     |
| Jens Lurås Oftebro         | Combiné nordique    | 1 | 1 | 0 | 2     |
| Hallgeir Engebråten        | Patinage de vitesse | 1 | 0 | 1 | 2     |
| Vetle Sjåstad Christiansen | Biathlon            | 1 | 0 | 1 | 2     |
| Aleksander Aamodt Kilde    | Ski alpin           | 0 | 1 | 1 | 2     |

## Résultats

### Biathlon
| Johannes Thingnes Bø       | 49 min 18 s 5 | 2 (1+0+0+1) |     | 24 min 0 s 4  | 1 (0+1) |     | 41 min 21 s 2 | 7 (0+2+3+2)  | 5e  | 38 min 14 s 4 | 4 (1+0+1+2) | Médaille d'or, Jeux olympiques      |
| Tarjei Bø                  | 50 min 17 s   | 1 (0+0+0+1) | 8e  | 24 min 39 s 3 | 1 (1+0) |     | 39 min 36 s 1 | 1 (1+0+0+0)  |     | 41 min 1 s 8  | 4 (0+1+2+1) | 12e                                 |
| Vetle Sjåstad Christiansen | 51 min 21 s 3 | 3 (1+2+0+0) | 13e | 25 min 38 s 4 | 3 (2+1) | 20e | 42 min 53 s 3 | 3 (0+1+0+2)  | 15e | 39 min 26 s 9 | 3 (2+0+1+0) | Médaille de bronze, Jeux olympiques |
| Sturla Holm Lægreid        | 51 min 28 s 1 | 3 (1+1+1+0) | 15e | 25 min 2 s 7  | 2 (1+1) | 7e  | 43 min 40 s 5 | 10 (3+4+2+1) | 24e | 40 min 0 s 5  | 5 (1+2+1+1) | 6e                                  |

| Tiril Eckhoff              | 47 min 10 s 2 | 5 (0+2+0+3) | 22e | 22 min 0 s 4  | 2 (1+1) | 11e | 34 min 46 s 9 | 3 (1+1+0+1) |     | 40 min 33 s 3 | 4 (0+0+2+2) | Médaille d'argent, Jeux olympiques  |
| Emilie Ågheim Kalkenberg   | 49 min 8 s 8  | 4 (3+0+0+1) | 38e | -             | -       | -   | -             | -           | -   | -             | -           | -                                   |
| Ingrid Landmark Tandrevold | 45 min 15 s 4 | 1 (0+1+0+0) | 8e  | 21 min 44 s 5 | 0 (0+0) | 5e  | 37 min 39 s 9 | 1 (0+0+1+0) | 14e | -             | -           | -                                   |
| Marte Olsbu Røiseland      | 44 min 28 s   | 2 (1+0+0+1) |     | 20 min 44 s 3 | 0 (0+0) |     | 34 min 46 s 9 | 1 (0+0+1+0) |     | 40 min 52 s 9 | 4 (0+0+2+2) | Médaille de bronze, Jeux olympiques |
| Ida Lien                   | -             | -           | -   |               | 4 (1+3) | e   | 39 min 22 s 1 | 4 (0+1+2+1) | 33e | -             | -           | -                                   |

| Athlètes                                                                      | Épreuve | Temps             | Pénalité | Rang                           |
| ----------------------------------------------------------------------------- | ------- | ----------------- | -------- | ------------------------------ |
| Sturla Holm Lægreid Tarjei Bø Johannes Thingnes Bø Vetle Sjåstad Christiansen | Hommes  | 1 h 19 min 50 s 2 | 1+7      | Médaille d'or, Jeux olympiques |
| Karoline Knotten Tiril Eckhoff Ida Lien Marte Olsbu Røiseland                 | Femmes  | 1 h 11 min 54 s 9 | 2+8      | 4e                             |
| Marte Olsbu Røiseland Tiril Eckhoff Tarjei Bø Johannes Thingnes Bø            | Mixte   | 1 h 6 min 45 s 6  | 3+13     | Médaille d'or, Jeux olympiques |

### Combiné nordique
| Athlète                                                          | Épreuve          | Saut à ski | Saut à ski | Saut à ski | Ski de fond   | Ski de fond | Total         | Total                              |
| Athlète                                                          | Épreuve          | Distance   | Points     | Rang       | Temps         | Rang        | Temps         | Rang                               |
| ---------------------------------------------------------------- | ---------------- | ---------- | ---------- | ---------- | ------------- | ----------- | ------------- | ---------------------------------- |
| Espen Andersen                                                   | Tremplin normal, | 96,0 m     | 109,3      | 16e        | 25 min 17 s 3 | 20e         | 26 min 52 s 3 | 11e                                |
| Espen Bjørnstad                                                  | Tremplin normal, | 99,0 m     | 110,1      | 15e        | 26 min 40 s 1 | 32e         | 28 min 12 s 1 | 27e                                |
| Jørgen Graabak                                                   | Tremplin normal, | 98,5 m     | 114,1      | 9e         | 23 min 52 s 5 | 2e          | 25 min 8 s 5  | Médaille d'argent, Jeux olympiques |
| Jens Lurås Oftebro                                               | Tremplin normal, | 92,5 m     | 103,8      | 20e        | 24 min 53 s 2 | 11e         | 26 min 50 s 2 | 10e                                |
| Espen Andersen                                                   | Grand tremplin,  | 125,0 m    | 106,9      | 13e        | 26 min 45 s 2 | 18e         | 28 min 57 s 2 | 15e                                |
| Jørgen Graabak                                                   | Grand tremplin,  | 126,5 m    | 108,0      | 12e        | 25 min 6 s 3  | 1er         | 27 min 13 s 3 | Médaille d'or, Jeux olympiques     |
| Jens Lurås Oftebro                                               | Grand tremplin,  | 127,5 m    | 113,0      | 10e        | 25 min 26 s 7 | 2e          | 27 min 13 s 7 | Médaille d'argent, Jeux olympiques |
| Jarl Magnus Riiber                                               | Grand tremplin,  | 142,0 m    | 139,8      | 1er        | 27 min 53 s 1 | 36e         | 27 min 53 s 1 | 8e                                 |
| Espen Andersen Espen Bjørnstad Jørgen Graabak Jens Lurås Oftebro | Par équipes,     | 523,5 m    | 469,4      | 2e         | 50 min 37 s 1 | 1er         | 50 min 45 s 1 | Médaille d'or, Jeux olympiques     |

### Curling
| Équipe                                                                          | Épreuve          | Premier tour         | Premier tour             | Premier tour                | Premier tour            | Premier tour            | Premier tour         | Premier tour       | Premier tour                 | Premier tour        | Premier tour | Demi-finale                  | Finale / MB        | Finale / MB                        |
| Équipe                                                                          | Épreuve          | Adversaire Score     | Adversaire Score         | Adversaire Score            | Adversaire Score        | Adversaire Score        | Adversaire Score     | Adversaire Score   | Adversaire Score             | Adversaire Score    | Rang         | Adversaire Score             | Adversaire Score   | Rang                               |
| ------------------------------------------------------------------------------- | ---------------- | -------------------- | ------------------------ | --------------------------- | ----------------------- | ----------------------- | -------------------- | ------------------ | ---------------------------- | ------------------- | ------------ | ---------------------------- | ------------------ | ---------------------------------- |
| Steffen Walstad Torger Nergård Markus Høiberg Magnus Vågberg Magnus Nedregotten | Tournoi masculin | Suisse Victoire 7-4  | Canada Défaite 5-6       | Grande-Bretagne Défaite 3-8 | États-Unis Victoire 7-6 | Suède Défaite 4-6       | Danemark Défaite 5-6 | ROC Victoire 12-5  | Chine Défaite 6-8            | Italie Victoire 9-4 | 6e           | Éliminés                     | Éliminés           | Éliminés                           |
| Kristin Skaslien Magnus Nedregotten                                             | Double mixte     | Tchéquie Défaite 6-7 | États-Unis Victoire 11-6 | Canada Défaite 6-7          | Italie Défaite 8-11     | Australie Victoire 10-4 | Chine Victoire 9-6   | Suède Victoire 6-2 | Grande-Bretagne Victoire 6-2 | Suisse Victoire 6-5 | 2e           | Grande-Bretagne Victoire 6-5 | Italie Défaite 5-8 | Médaille d'argent, Jeux olympiques |

### Patinage de vitesse
| Athlète                     | Épreuve      | Course        | Course                              |
| Athlète                     | Épreuve      | Temps         | Rang                                |
| --------------------------- | ------------ | ------------- | ----------------------------------- |
| Bjørn Magnussen             | 500 mètres   | 34 s 96       | 17e                                 |
| Håvard Holmefjord Lorentzen | 500 mètres   | 34 s 921      | 15e                                 |
| Håvard Holmefjord Lorentzen | 1 000 mètres | 1 min 8 s 48  | Médaille de bronze, Jeux olympiques |
| Bjørn Magnussen             | 1 000 mètres | 1 min 10 s 14 | 25e                                 |
| Allan Dahl Johansson        | 1 000 mètres | 1 min 10 s 34 | 28e                                 |
| Allan Dahl Johansson        | 1 500 mètres | 1 min 45 s 81 | 12e                                 |
| Peder Kongshaug             | 1 500 mètres | 1 min 44 s 39 | 4e                                  |
| Kristian Ulekleiv           | 1 500 mètres | 1 min 46 s 56 | 16e                                 |
| Hallgeir Engebråten         | 5 000 mètres | 6 min 9 s 88  | Médaille de bronze, Jeux olympiques |

| Athlète               | Épreuve      | Course        | Course |
| Athlète               | Épreuve      | Temps         | Rang   |
| --------------------- | ------------ | ------------- | ------ |
| Ragne Wiklund         | 1 000 mètres | 1 min 16 s 59 | 18e    |
| Ragne Wiklund         | 1 500 mètres | 1 min 56 s 46 | 12e    |
| Sofie Karoline Haugen | 1 500 mètres | 2 min 1 s 57  | 28e    |
| Ragne Wiklund         | 3 000 mètres | 4 min 1 s 44  | 5e     |
| Ragne Wiklund         | 5 000 mètres | 6 min 56 s 34 | 5e     |

| Athlète               | Épreuve | Demi-finale | Demi-finale   | Demi-finale | Finale   | Finale        | Finale |
| Athlète               | Épreuve | Points      | Temps         | Rang        | Points   | Temps         | Rang   |
| --------------------- | ------- | ----------- | ------------- | ----------- | -------- | ------------- | ------ |
| Peder Kongshaug       | Hommes  | 0           | 14 tours      | 14e         | Éliminé  | Éliminé       | 28e    |
| Kristian Ulekleiv     | Hommes  | 60          | 7 min 56 s 67 | 1er         | 0        | 7 min 48 s 52 | 14e    |
| Marit Fjellanger Bøhm | Femmes  | 0           | 8 min 42 s 28 | 13e         | Éliminée | Éliminée      | 25e    |
| Sofie Karoline Haugen | Femmes  | 0           | 8 min 33 s 77 | 13e         | Éliminée | Éliminée      | 23e    |

| Athlète                                                          | Épreuve | Quart de finale                   | Quart de finale | Demi-finale                     | Demi-finale    | Finale                                   | Finale                         |
| Athlète                                                          | Épreuve | Adversaire Temps                  | Rang            | Adversaire Temps                | Rang           | Adversaire Temps                         | Rang                           |
| ---------------------------------------------------------------- | ------- | --------------------------------- | --------------- | ------------------------------- | -------------- | ---------------------------------------- | ------------------------------ |
| Hallgeir Engebråten Peder Kongshaug Sverre Sverre Lunde Pedersen | Hommes  | États-Unis Victoire 3 min 37 s 47 | 1er             | Pays-Bas Victoire 3 min 38 s 28 | 1er            | ROC Victoire 3 min 38 s 08               | Médaille d'or, Jeux olympiques |
| Marit Fjellanger Bøhm Sofie Karoline Haugen Ragne Wiklund        | Femmes  | Pays-Bas Défaite 3 min 1 s 84     | 6e              | Non qualifiées                  | Non qualifiées | Finale Cbr /> Chine Défaite 3 min 2 s 15 | 6e                             |

### Saut à ski
| Athlète                                                                  | Épreuve                   | Qualification | Qualification | Qualification | Finale   | Finale   | Finale   | Finale      | Finale      | Finale      | Finale  | Finale                         |
| Athlète                                                                  | Épreuve                   | Qualification | Qualification | Qualification | 1er saut | 1er saut | 1er saut | 2e saut     | 2e saut     | 2e saut     | Total   | Total                          |
| Athlète                                                                  | Épreuve                   | Distance      | Points        | Rang          | Distance | Points   | Rang     | Distance    | Points      | Rang        | Points  | Rang                           |
| ------------------------------------------------------------------------ | ------------------------- | ------------- | ------------- | ------------- | -------- | -------- | -------- | ----------- | ----------- | ----------- | ------- | ------------------------------ |
| Halvor Egner Granerud                                                    | Hommes (tremplin normal), | 90,0 m        | 87,4          | 28e           | 97,5 m   | 127,4    | 22e      | Disqualifié | Disqualifié | Disqualifié | 127,4   | 30e                            |
| Robert Johansson                                                         | Hommes (tremplin normal), | 103,0 m       | 116,6         | 2e            | 97,0 m   | 128,8    | 16e      | 96,0 m      | 119,5       | 21e         | 248,3   | 20e                            |
| Marius Lindvik                                                           | Hommes (tremplin normal), | 100,5 m       | 116,7         | 1er           | 96,5 m   | 128,4    | 17e      | 102,5 m     | 132,3       | 3e          | 260,7   | 7e                             |
| Halvor Egner Granerud                                                    | Hommes (grand tremplin),  | 133,5 m       | 131,6         | 2e            | 135,0 m  | 132,4    | 9e       | 135,5 m     | 139,0       | 5e          | 271,4   | 8e                             |
| Robert Johansson                                                         | Hommes (grand tremplin),  | 127,5 m       | 115,9         | 17e           | 128,5 m  | 119,3    | 32e      | Éliminé     | Éliminé     | Éliminé     | Éliminé | Éliminé                        |
| Marius Lindvik                                                           | Hommes (grand tremplin),  | 135,0 m       | 136,4         | 1er           | 140,5 m  | 144,8    | 2e       | 140,0 m     | 151,3       | 1er         | 296,1   | Médaille d'or, Jeux olympiques |
| Daniel-André Tande                                                       | Hommes (grand tremplin),  | 120,5 m       | 105,1         | 28e           | 128,0 m  | 120,2    | 31e      | Éliminé     | Éliminé     | Éliminé     | Éliminé | Éliminé                        |
| Halvor Egner Granerud Daniel-André Tande Robert Johansson Marius Lindvik | Par équipes hommes        | Non disputé   | Non disputé   | Non disputé   | 515,0 m  | 456,5    | 3e       | 505,5 m     | 465,6       | 4e          | 922,1   | 4e                             |
| Thea Minyan Bjørseth                                                     | Femmes                    | Non disputé   | Non disputé   | Non disputé   | 99,5 m   | 104,1    | 6e       | 73,0 m      | 59,9        | 29e         | 164,0   | 21e                            |
| Silje Opseth                                                             | Femmes                    | Non disputé   | Non disputé   | Non disputé   | 92,5 m   | 94,7     | 12e      | 95,0 m      | 105,8       | 5e          | 200,5   | 6e                             |
| Anna Odine Strøm                                                         | Femmes                    | Non disputé   | Non disputé   | Non disputé   | 91,5 m   | 91,5     | 16e      | 84,0 m      | 84,5        | 15e         | 176,0   | 15e                            |
| Robert Johansson Marius Lindvik Silje Opseth Anna Odine Strøm            | Par équipes mixte         | Non disputé   | Non disputé   | Non disputé   | 385,0 m  | 457,4    | 2e       | 201,0 m     | 250,5       | 8e          | 707,9   | 8e                             |

### Ski acrobatique
| Athlète            | Épreuve | Qualification | Qualification | Qualification | Qualification | Qualification | Finale   | Finale   | Finale   | Finale   | Finale                         |
| Athlète            | Épreuve | Course 1      | Course 2      | Course 3      | Meilleur      | Rang          | Course 1 | Course 2 | Course 3 | Meilleur | Rang                           |
| ------------------ | ------- | ------------- | ------------- | ------------- | ------------- | ------------- | -------- | -------- | -------- | -------- | ------------------------------ |
| Ferdinand Dahl     | Hommes  | 12,00         | 72,50         | 77,50         | 150,00        | 19e           | Éliminé  | Éliminé  | Éliminé  | Éliminé  | Éliminé                        |
| Tormod Frostad     | Hommes  | 90,00         | 81,25         | 42,00         | 171,25        | 7e            | 25,50    | 14,00    | 33,00    | 58,50    | 12e                            |
| Christian Nummedal | Hommes  | 92,25         | 77,25         | 79,25         | 171,50        | 6e            | 26,00    | 93,00    | 17,50    | 110,50   | 10e                            |
| Birk Ruud          | Hommes  | 94,50         | 50,50         | 93,25         | 187,75        | 1er           | 95,75    | 92,00    | 69,00    | 187,75   | Médaille d'or, Jeux olympiques |
| Sandra Eie         | Femmes  | 77,50         | 76,25         | 84,50         | 162,00        | 4e            | 17,00    | 19,00    | 64,50    | 64,50    | 12e                            |
| Johanne Killi      | Femmes  | 87,50         | 60,75         | 58,25         | 148,25        | 10e           | 87,75    | 58,50    | 65,50    | 153,25   | 7e                             |

| Athlète            | Épreuve | Qualification | Qualification | Qualification | Qualification | Qualification | Finale   | Finale   | Finale   | Finale   | Finale |
| Athlète            | Épreuve | Course 1      | Course 2      | Meilleur      | Rang          | Course 1      | Course 2 | Course 3 | Meilleur | Rang     |        |
| ------------------ | ------- | ------------- | ------------- | ------------- | ------------- | ------------- | -------- | -------- | -------- | -------- | ------ |
| Ferdinand Dahl     | Hommes  | 35,41         | 67,61         | 67,61         | 16e           | Éliminé       | Éliminé  | Éliminé  | Éliminé  | Éliminé  |        |
| Tormod Frostad     | Hommes  | 22,11         | 38,05         | 38,05         | 24e           | Éliminé       | Éliminé  | Éliminé  | Éliminé  | Éliminé  |        |
| Christian Nummedal | Hommes  | 41,48         | 16,03         | 41,48         | 22e           | Éliminé       | Éliminé  | Éliminé  | Éliminé  | Éliminé  |        |
| Birk Ruud          | Hommes  | 83,96         | 40,95         | 83,96         | 2e            | 26,98         | 47,93    | 79,33    | 79,33    | 5e       |        |
| Sandra Eie         | Femmes  | 49,08         | 31,31         | 49,08         | 19e           | Éliminée      | Éliminée | Éliminée | Éliminée | Éliminée |        |
| Johanne Killi      | Femmes  | 81,48         | 86,00         | 86,00         | 2e            | 24,86         | 73,11    | 71,78    | 73,11    | 6e       |        |

### Ski alpin
| Athlète                  | Épreuve      | 1re manche    | 1re manche  | 2e manche    | 2e manche   | Total         | Total                               |
| Athlète                  | Épreuve      | Temps         | Rang        | Temps        | Rang        | Temps         | Rang                                |
| ------------------------ | ------------ | ------------- | ----------- | ------------ | ----------- | ------------- | ----------------------------------- |
| Lucas Braathen           | Slalom       | Abandon       | Abandon     | Éliminé      | Éliminé     | Éliminé       | Éliminé                             |
| Sebastian Foss Solevåg   | Slalom       | 53 s 98       | 3e          | 50 s 81      | 15e         | 1 min 44 s 79 | Médaille de bronze, Jeux olympiques |
| Henrik Kristoffersen     | Slalom       | 53 s 94       | 2e          | 50 s 94      | 18e         | 1 min 44 s 88 | 4e                                  |
| Atle Lie McGrath         | Slalom       | 55 s 08       | 14e         | 1 min 2 s 27 | 41e         | 1 min 57 s 35 | 31e                                 |
| Lucas Braathen           | Slalom géant | 1 min 4 s 20  | 12e         | Abandon      | Abandon     | -             | -                                   |
| Henrik Kristoffersen     | Slalom géant | 1 min 3 s 05  | 4e          | 1 min 8 s 20 | 18e         | 2 min 11 s 25 | 8e                                  |
| Atle Lie McGrath         | Slalom géant | Abandon       | Abandon     | Éliminé      | Éliminé     | Éliminé       | Éliminé                             |
| Rasmus Windingstad       | Slalom géant | Abandon       | Abandon     | Éliminé      | Éliminé     | Éliminé       | Éliminé                             |
| Aleksander Aamodt Kilde  | Super G      | Non disputé   | Non disputé | Non disputé  | Non disputé | 1 min 20 s 36 | Médaille de bronze, Jeux olympiques |
| Kjetil Jansrud           | Super G      | Non disputé   | Non disputé | Non disputé  | Non disputé | 1 min 23 s    | 23e                                 |
| Adrian Smiseth Sejersted | Super G      | Non disputé   | Non disputé | Non disputé  | Non disputé | 1 min 20 s 68 | 4e                                  |
| Rasmus Windingstad       | Super G      | Non disputé   | Non disputé | Non disputé  | Non disputé | 1 min 24 s 15 | 29e                                 |
| Aleksander Aamodt Kilde  | Descente     | Non disputé   | Non disputé | Non disputé  | Non disputé | 1 min 43 s 20 | 5e                                  |
| Kjetil Jansrud           | Descente     | Non disputé   | Non disputé | Non disputé  | Non disputé | Forfait       | Forfait                             |
| Adrian Smiseth Sejersted | Descente     | Non disputé   | Non disputé | Non disputé  | Non disputé | 1 min 43 s 82 | 11e                                 |
| Aleksander Aamodt Kilde  | Combiné      | 1 min 43 s 12 | 1er         | 48 s 90      | 6e          | 2 min 32 s 02 | Médaille d'argent, Jeux olympiques  |

| Athlète                 | Épreuve      | 1re manche  | 1re manche  | 2e manche   | 2e manche   | Finale        | Finale   |
| Athlète                 | Épreuve      | Temps       | Rang        | Temps       | Rang        | Temps         | Rang     |
| ----------------------- | ------------ | ----------- | ----------- | ----------- | ----------- | ------------- | -------- |
| Mina Fürst Holtmann     | Slalom       | 54 s 19     | 18e         | Abandon     | Abandon     | -             | -        |
| Thea Louise Stjernesund | Slalom       | 54 s 22     | 19e         | 53 s 26     | 16e         | 1 min 47 s 48 | 15e      |
| Maria Therese Tviberg   | Slalom       | Abandon     | Abandon     | Éliminée    | Éliminée    | Éliminée      | Éliminée |
| Mina Fürst Holtmann     | Slalom géant | Abandon     | Abandon     | Éliminée    | Éliminée    | Éliminée      | Éliminée |
| Thea Louise Stjernesund | Slalom géant | 59 s 39     | 15e         | 57 s 50     | 2e          | 1 min 56 s 89 | 6e       |
| Maria Therese Tviberg   | Slalom géant | 59 s 67     | 18e         | 58 s 40     | 10e         | 1 min 58 s 07 | 13e      |
| Ragnhild Mowinckel      | Slalom géant | 58 s 58     | 5e          | 58 s 07     | 6e          | 1 min 56 s 65 | 5e       |
| Ragnhild Mowinckel      | Super G      | Non disputé | Non disputé | Non disputé | Non disputé | 1 min 14 s 09 | 6e       |
| Ragnhild Mowinckel      | Descente     | Non disputé | Non disputé | Non disputé | Non disputé | 1 min 33 s 97 | 14e      |

| Athlètes | Huitième de finale        | Quart de finale          | Demi-finale               | Finale / MB                  | Finale / MB                         |
| Athlètes | Adversaire Résultat       | Adversaire Résultat      | Adversaire Résultat       | Adversaire Résultat          | Rang                                |
| --- | ------------------------- | ------------------------ | ------------------------- | ---------------------------- | ----------------------------------- |
| Mina Fürst Holtmann Thea Louise Stjernesund Maria Therese Tviberg Timon Haugan Fabian Wilkens Solheim Rasmus Windingstad | Pologne Victoire 2-2 (MT) | France Victoire 2-2 (MT) | Autriche Défaite 2-2 (MT) | États-Unis Victoire 2-2 (MT) | Médaille de bronze, Jeux olympiques |

### Ski de fond
| Athlète                                                              | Épreuve                   | Classique     | Classique   | Libre         | Libre       | Total             | Total                               |
| Athlète                                                              | Épreuve                   | Temps         | Rang        | Temps         | Rang        | Temps             | Rang                                |
| -------------------------------------------------------------------- | ------------------------- | ------------- | ----------- | ------------- | ----------- | ----------------- | ----------------------------------- |
| Pål Golberg                                                          | Skiathlon (15 km + 15 km) | 39 min 41 s   | 4e          | 38 min 46 s   | 11e         | 1 h 19 min 2 s 3  | 5e                                  |
| Hans Christer Holund                                                 | Skiathlon (15 km + 15 km) | 39 min 41 s 8 | 5e          | 38 min 26 s   | 6e          | 1 h 18 min 40 s 7 | 4e                                  |
| Johannes Høsflot Klæbo                                               | Skiathlon (15 km + 15 km) | 40 min 42 s 1 | 11e         | 43 min 59 s 7 | 49e         | 1 h 25 min 15 s 8 | 40e                                 |
| Sjur Røthe                                                           | Skiathlon (15 km + 15 km) | Abandon       | Abandon     | Abandon       | Abandon     | Abandon           | Abandon                             |
| Pål Golberg                                                          | 15 km classique           | Non disputé   | Non disputé | Non disputé   | Non disputé | 39 min 47 s 4     | 11e                                 |
| Hans Christer Holund                                                 | 15 km classique           | Non disputé   | Non disputé | Non disputé   | Non disputé | 38 min 44 s 6     | 4e                                  |
| Johannes Høsflot Klæbo                                               | 15 km classique           | Non disputé   | Non disputé | Non disputé   | Non disputé | 38 min 32 s 3     | Médaille de bronze, Jeux olympiques |
| Erik Valnes                                                          | 15 km classique           | Non disputé   | Non disputé | Non disputé   | Non disputé | 40 min 6 s 8      | 15e                                 |
| Hans Christer Holund                                                 | 50 km libre 30 km libre   | Non disputé   | Non disputé | Non disputé   | Non disputé | 1 h 13 min 30 s 2 | 13e                                 |
| Johannes Høsflot Klæbo                                               | 50 km libre 30 km libre   | Non disputé   | Non disputé | Non disputé   | Non disputé | Abandon           | Abandon                             |
| Simen Hegstad Krüger                                                 | 50 km libre 30 km libre   | Non disputé   | Non disputé | Non disputé   | Non disputé | 1 h 11 min 39 s 7 | Médaille de bronze, Jeux olympiques |
| Sjur Røthe                                                           | 50 km libre 30 km libre   | Non disputé   | Non disputé | Non disputé   | Non disputé | 1 h 11 min 48 s 5 | 5e                                  |
| Emil Iversen Pål Golberg Hans Christer Holund Johannes Høsflot Klæbo | Relais 4 × 10 km          | Non disputé   | Non disputé | Non disputé   | Non disputé | 1 h 55 min 57 s 9 | Médaille d'argent, Jeux olympiques  |

| Athlète                                                               | Épreuve                     | Classique     | Classique   | Libre         | Libre       | Total             | Total                          |
| Athlète                                                               | Épreuve                     | Temps         | Rang        | Temps         | Rang        | Temps             | Rang                           |
| --------------------------------------------------------------------- | --------------------------- | ------------- | ----------- | ------------- | ----------- | ----------------- | ------------------------------ |
| Therese Johaug                                                        | Skiathlon (7,5 km + 7,5 km) | 22 min 28 s 3 | 1re         | 21 min 9 s    | 2e          | 44 min 13 s 7     | Médaille d'or, Jeux olympiques |
| Helene Marie Fossesholm                                               | Skiathlon (7,5 km + 7,5 km) | 22 min 33 s 4 | 29e         | 21 min 41 s 4 | 13e         | 47 min 49 s       | 18e                            |
| Ragnhild Haga                                                         | Skiathlon (7,5 km + 7,5 km) | 22 min 38 s 2 | 32e         | 21 min 31 s 8 | 29e         | 48 min 52 s 5     | 29e                            |
| Therese Johaug                                                        | 10 km classique             | Non disputé   | Non disputé | Non disputé   | Non disputé | 28 min 5 s 3      | Médaille d'or, Jeux olympiques |
| Mathilde Myhrvold                                                     | 10 km classique             | Non disputé   | Non disputé | Non disputé   | Non disputé | 31 min 36 s       | 44e                            |
| Lotta Udnes Weng                                                      | 10 km classique             | Non disputé   | Non disputé | Non disputé   | Non disputé | 30 min 37 s       | 25e                            |
| Tiril Udnes Weng                                                      | 10 km classique             | Non disputé   | Non disputé | Non disputé   | Non disputé | 30 min 22 s 6     | 21e                            |
| Therese Johaug                                                        | 30 km libre                 | Non disputé   | Non disputé | Non disputé   | Non disputé | 1 h 24 min 54 s   | Médaille d'or, Jeux olympiques |
| Lotta Udnes Weng                                                      | 30 km libre                 | Non disputé   | Non disputé | Non disputé   | Non disputé | 1 h 31 min 14 s 3 | 13e                            |
| Tiril Udnes Weng                                                      | 30 km libre                 | Non disputé   | Non disputé | Non disputé   | Non disputé | 1 h 31 min 15 s 4 | 14e                            |
| Ragnhild Haga                                                         | 30 km libre                 | Non disputé   | Non disputé | Non disputé   | Non disputé | 1 h 32 min 19 s 9 | 28e                            |
| Tiril Udnes Weng Therese Johaug Helene Marie Fossesholm Ragnhild Haga | Relais 4 × 5 km             | Non disputé   | Non disputé | Non disputé   | Non disputé | 54 min 9 s 8      | 5e                             |

| Athlète                                 | Épreuve            | Qualification | Qualification | Quart de finale | Quart de finale | Demi-finale    | Demi-finale | Finale         | Finale                         |
| Athlète                                 | Épreuve            | Temps         | Rang          | Temps           | Rang            | Temps          | Rang        | Temps          | Rang                           |
| --------------------------------------- | ------------------ | ------------- | ------------- | --------------- | --------------- | -------------- | ----------- | -------------- | ------------------------------ |
| Pål Golberg                             | Individuel hommes  | 2 min 51 s 52 | 14e           | 3 min 14 s 81   | 5e              | Éliminé        | Éliminé     | Éliminé        | 21e                            |
| Johannes Høsflot Klæbo                  | Individuel hommes  | 2 min 46 s 74 | 3e            | 2 min 51 s 57   | 1er             | 2 min 52 s 23  | 2e          | 2 min 58 s 06  | Médaille d'or, Jeux olympiques |
| Håvard Solås Taugbøl                    | Individuel hommes  | 2 min 49 s 93 | 7e            | 2 min 57 s 92   | 2e              | 2 min 52 s 46  | 5e          | Éliminé        | 10e                            |
| Erik Valnes                             | Individuel hommes  | 2 min 51 s 56 | 15e           | 2 min 49 s 31   | 1er             | 3 min 13 s 28  | 6e          | Éliminé        | 11e                            |
| Erik Valnes Johannes Høsflot Klæbo      | Par équipes hommes | Non disputé   | Non disputé   | Non disputé     | Non disputé     | 20 min 17 s 28 | 1er         | 19 min 22 s 99 | Médaille d'or, Jeux olympiques |
| Maiken Caspersen Falla                  | Individuel femmes  | 3 min 20 s 86 | 16e           | 3 min 16 s 88   | 2e              | 3 min 16 s 41  | 4e          | Éliminée       | 8e                             |
| Mathilde Myhrvold                       | Individuel femmes  | 3 min 21 s 24 | 19e           | 3 min 24 s 62   | 5e              | Éliminée       | Éliminée    | Éliminée       | 21e                            |
| Lotta Udnes Weng                        | Individuel femmes  | 3 min 22 s 26 | 23e           | 3 min 21 s 21   | 5e              | Éliminée       | Éliminée    | Éliminée       | 22e                            |
| Tiril Udnes Weng                        | Individuel femmes  | 3 min 18 s 17 | 7e            | 3 min 21 s 31   | 2e              | 3 min 14 s 29  | 5e          | Éliminée       | 9e                             |
| Tiril Udnes Weng Maiken Caspersen Falla | Par équipes femmes | Non disputé   | Non disputé   | Non disputé     | Non disputé     | 23 min 5 s 06  | 4e          | 23 min 15 s 28 | 8e                             |

### Snowboard
| Athlète          | Épreuve | Qualification | Qualification | Qualification | Qualification | Qualification | Finale   | Finale   | Finale   | Finale   | Finale                             |
| Athlète          | Épreuve | Course 1      | Course 2      | Course 3      | Meilleur      | Rang          | Course 1 | Course 2 | Course 3 | Meilleur | Rang                               |
| ---------------- | ------- | ------------- | ------------- | ------------- | ------------- | ------------- | -------- | -------- | -------- | -------- | ---------------------------------- |
| Marcus Kleveland | Hommes  | 87,75         | 63,75         | 61,25         | 151,50        | 6e            | 87,75    | 62,25    | 39,00    | 150,00   | 8e                                 |
| Mons Røisland    | Hommes  | 31,25         | 80,00         | 66,50         | 146,50        | 9e            | 89,25    | 75,75    | 82,50    | 171,75   | Médaille d'argent, Jeux olympiques |
| Ståle Sandbech   | Hommes  | 69,50         | 15,50         | 66,50         | 136,00        | 16e           | Éliminé  | Éliminé  | Éliminé  | Éliminé  | Éliminé                            |
| Hanne Eilertsen  | Femmes  | 39,75         | 17,50         | 12,75         | 57,25         | 27e           | Éliminée | Éliminée | Éliminée | Éliminée | Éliminée                           |

| Athlète          | Épreuve | Qualification | Qualification | Qualification | Qualification | Qualification | Finale   | Finale   | Finale   | Finale   | Finale |
| Athlète          | Épreuve | Course 1      | Course 2      | Meilleur      | Rang          | Course 1      | Course 2 | Course 3 | Meilleur | Rang     |        |
| ---------------- | ------- | ------------- | ------------- | ------------- | ------------- | ------------- | -------- | -------- | -------- | -------- | ------ |
| Marcus Kleveland | Hommes  | 37,28         | 64,86         | 64,86         | 14e           | Éliminé       | Éliminé  | Éliminé  | Éliminé  | Éliminé  |        |
| Mons Røisland    | Hommes  | 70,96         | 41,41         | 70,96         | 9e            | 29,01         | 63,33    | 52,53    | 63,33    | 7e       |        |
| Ståle Sandbech   | Hommes  | 70,11         | 78,61         | 78,61         | 4e            | 29,05         | 27,43    | 39,66    | 39,66    | 11e      |        |
| Hanne Eilertsen  | Femmes  | 48,35         | 35,30         | 48,35         | 16e           | Éliminée      | Éliminée | Éliminée | Éliminée | Éliminée |        |